# Hans-Dieter Krebs
Hans-Dieter Krebs (* 2. Januar 1932 in Heidenheim an der Brenz; † 29. Mai 2016) war ein deutscher Publizist, Journalist und Historiker.

## Leben
Krebs studierte Neuere Geschichte und Soziologie an der Julius-Maximilians-Universität Würzburg, danach auch Publizistik an der Ludwig-Maximilians-Universität München und der FU Berlin sowie als Cusanus-Stipendiat an der Katholischen Universität Löwen. 2001 wurde er an der Johannes Gutenberg-Universität Mainz im Bereich Sportwissenschaften promoviert. Er war Lizentiat der Politischen und Sozialen Wissenschaften (1966 Katholische Universität Löwen).
Seine journalistische Tätigkeit begann Krebs in Würzburg (Fränkisches Volksblatt, Ressortleiter 1962/63). Von 1967 bis 1974 war er beim Sport-Informations-Dienst Düsseldorf tätig, zuletzt als stellvertretender Chefredakteur. Danach war er bis 1995 stellvertretender Leiter der Zentralredaktion Sport der Deutschen Welle in Köln.
Krebs berichtete für die ARD über olympische und sportpolitische Veranstaltungen, wie die Vergabe von 16 Olympischen Spielen, zahlreiche Sitzungen des IOC und Tagungen des deutschen Sports. Er referierte auf dem Olympischen Wissenschaftskongress 1972 in München, beim Olympischen Kongress 1994 in Paris, dessen Vorbereitungskommission er angehörte, und auf der 100. IOC-Session 1993 zur Eröffnung des Olympischen Museums.
Von 1968 bis 1993 gab Krebs als Lehrbeauftragter Vorlesungen und Seminare für Sportpublizistik an der Deutschen Sporthochschule Köln. Er hielt Gastvorlesungen an den Universitäten Karlsruhe, Bonn, Paderborn sowie der Texas A&M in College Station. Im Rahmen der Entwicklungshilfe leitete er sportpublizistische Seminare in Lagos (Nigeria), Tunis, Seoul und Madras sowie in Berlin.
Krebs brachte 1950 Basketball nach Würzburg, war Schiedsrichter (ein deutsches Endspiel), bekleidete verschiedene Funktionen in Bayern und im Deutschen Basketball Bund, von 1995 bis 2011 war er Vorsitzender der Kommission Archiv und Dokumentation.

## Ehrungen und Auszeichnungen
Krebs wurde 1994 mit der Ludwig-Wolker-Plakette des DSB für seinen Einsatz für Ethos und Menschenwürde im Sport ausgezeichnet.

## Werke (Auswahl)
Seine Veröffentlichungen in Büchern, Zeitschriften und Zeitungen umfassen Aufsätze zur Sportgeschichte, zum deutsch-deutschen Sport (über 70 Artikel und Rezensionen in Deutschland Archiv), zu Sport und Kirche, Sport und Musik und grundsätzliche Fragen des Verhältnisses Sport und Kultur.
- Zwischen-Spiele. Über die Liaison von Sport und Musik. Schorndorf 1996
- Das deutsch-deutsche Sportprotokoll 1974. Entwicklungsgeschichte und politische Bedeutung – eine quellenhistorische Analyse. Diss. Mainz 2001
- FIBA – Fêter les Bons Moments. 70me anniversaire de la FIBA 2002 – Celebrate Good Time. FIBA’s 70th birthday 2002. München 2002.
- Basketball – ein deutscher Spätstarter. Eine Chronik der deutschen Frühgeschichte 1895-1945. Bremerhaven 2012